# The Twilight Singers
The Twilight Singers é uma banda de indie rock dos Estados Unidos. De 1997 até hoje lançou quatro álbuns e fez várias turnês internacionais.